# Allmänna Idrottsklubben Fotboll 2019
Questa voce raccoglie le informazioni riguardanti l'Allmänna Idrottsklubben Fotboll, meglio conosciuto come AIK, nelle competizioni ufficiali della stagione 2019.

## Maglie e sponsor
È il secondo anno con lo sponsor tecnico Nike e con il main sponsor Notar.

La prima maglia è completamente nera e non sono presenti inserti gialli, fatta eccezione per il logo Nike e per una doppia striscia verticale sul retro, all'altezza del collo. I pantaloncini sono bianchi e calzettoni gialloneri come da abitudine.

La seconda maglia è bianca, con al centro una striscia verticale gialla contornata di nero.
| Casa | Trasferta |

## Rosa
| N. |                     | Ruolo | Calciatore                        |
| -- | ------------------- | ----- | --------------------------------- |
| 2  | Norvegia (bandiera) | D     | Daniel Granli                     |
| 3  | Svezia (bandiera)   | D     | Per Karlsson                      |
| 6  | Svezia (bandiera)   | C     | Panajotis Dimitriadis             |
| 7  | Svezia (bandiera)   | C     | Sebastian Larsson (vice capitano) |
| 8  | Ghana (bandiera)    | C     | Enoch Kofi Adu                    |
| 9  | Svezia (bandiera)   | D     | Rasmus Lindkvist                  |
| 10 | Nigeria (bandiera)  | A     | Chinedu Obasi                     |
| 11 | Svezia (bandiera)   | A     | Stefan Silva                      |
| 11 | Svezia (bandiera)   | A     | Nabil Bahoui                      |
| 12 | Libano (bandiera)   | D     | Felix Michel                      |
| 14 | Estonia (bandiera)  | D     | Karol Mets                        |
| 15 | Svezia (bandiera)   | D     | Robert Lundström                  |

| N. |                      | Ruolo | Calciatore              |
| -- | -------------------- | ----- | ----------------------- |
| 16 | Svezia (bandiera)    | C     | Anton Salétros          |
| 18 | Svezia (bandiera)    | C     | Bilal Hussein           |
| 19 | Finlandia (bandiera) | C     | Saku Ylätupa            |
| 20 | Norvegia (bandiera)  | A     | Tarik Elyounoussi       |
| 21 | Svezia (bandiera)    | D     | Daniel Sundgren         |
| 23 | Serbia (bandiera)    | P     | Budimir Janošević       |
| 24 | Svezia (bandiera)    | D     | Heradi Rashidi          |
| 25 | Norvegia (bandiera)  | D     | Magnar Ødegaard         |
| 28 | Svezia (bandiera)    | A     | Jack Lahne              |
| 30 | Islanda (bandiera)   | A     | Kolbeinn Sigþórsson     |
| 34 | Svezia (bandiera)    | P     | Oscar Linnér            |
| 36 | Eritrea (bandiera)   | A     | Henok Goitom (capitano) |

## Risultati

### Allsvenskan

#### Girone di andata
| Solna 31 marzo 2019, ore 15:00 1ª giornata | AIK             | 0 – 0 referto | Östersund | Friends Arena\| Arbitro: \| Patrik Eriksson \| |
| Arbitro:                                   | Patrik Eriksson |               |           |                                                |

| Norrköping 8 aprile 2019, ore 19:00 2ª giornata | IFK Norrköping | 0 – 0 referto | AIK | Östgötaporten\| Arbitro: \| Andreas Ekberg \| |
| Arbitro:                                        | Andreas Ekberg |               |     |                                               |

| Arbitro: | Mohammed Al-Hakim |

|                     |           |               |
| Obasi 62’ Lahne 76’ | Marcatori | 45+1’ Haglund |

| Arbitro: | Kristoffer Karlsson |

|                       |           |                 |
| Rogić 56’ Rogić 90+2’ | Marcatori | 58’ Elyounoussi |

| Arbitro: | Glenn Nyberg |

|              |           |  |
| Sundgren 76’ | Marcatori |  |

| Arbitro: | Kristoffer Karlsson |

|                                                     |           |  |
| Kharaishvili 45+1’ Karlsson Lagemyr 65’ Abraham 81’ | Marcatori |  |

| Arbitro: | Magnus Lindgren |

|                                     |           |             |
| Sundgren 31’ (rig.) Elyounoussi 50’ | Marcatori | 55’ Nnamani |

| Arbitro: | Bojan Pandžić |

|  |           |                                 |
|  | Marcatori | 51’ Elyounoussi 63’ Elyounoussi |

| Arbitro: | Stefan Johannesson |

|              |           |                                                     |
| Svensson 17’ | Marcatori | 16’ Elyounoussi 43’ (rig.) Sundgren 69’ Elyounoussi |

| Arbitro: | Mohammed Al-Hakim |

|                                 |           |  |
| Elyounoussi 48’ Elyounoussi 57’ | Marcatori |  |

| Arbitro: | Patrik Eriksson |

|              |           |                 |
| Batanero 42’ | Marcatori | 26’ Elyounoussi |

| Arbitro: | Glenn Nyberg |

|                         |           |  |
| Larsson 17’ Larsson 19’ | Marcatori |  |

| Arbitro: | Bojan Pandžić |

|  |           |                     |
|  | Marcatori | 44’ Nyman 63’ Nyman |

| Solna 30 giugno 2019, ore 15:00 13ª giornata | AIK                | 0 – 0 referto | Malmö FF | Friends Arena\| Arbitro: \| Stefan Johannesson \| |
| Arbitro:                                     | Stefan Johannesson |               |          |                                                   |

| Arbitro: | Kristoffer Karlsson |

|  |           |           |
|  | Marcatori | 56’ Obasi |

| Arbitro: | Victor Wolf |

|                                          |           |  |
| Sigþórsson 24’ Sigþórsson 39’ Goitom 65’ | Marcatori |  |

#### Girone di ritorno
| Arbitro: | Mohammed Al-Hakim |

|                        |           |  |
| Salétros 30’ Obasi 80’ | Marcatori |  |

| Arbitro: | Patrik Eriksson |

|  |           |                      |
|  | Marcatori | 54’ Obasi 65’ Goitom |

| Solna 18ª giornata | AIK | – Anticipata al 25 giugno | IFK Norrköping | Friends Arena |

| Arbitro: | Bojan Pandžić |

|                        |           |                                                     |
| Hodžić 8’ Camara 90+5’ | Marcatori | 29’ Goitom 65’ (rig.) Larsson 78’ Bahoui 81’ Bahoui |

| Arbitro: | Stefan Johannesson |

|                 |           |                       |
| Elyounoussi 51’ | Marcatori | 9’ Jakobsen 45’ Aliti |

| Arbitro: | Kaspar Sjöberg |

|             |           |                                          |
| Turgott 60’ | Marcatori | 47’ Salétros 89’ Lindkvist 90+2’ Rashidi |

| Arbitro: | Andreas Ekberg |

|                    |           |  |
| Larsson 23’ (rig.) | Marcatori |  |

| Arbitro: | Glenn Nyberg |

|              |           |                              |
| Paulinho 57’ | Marcatori | 26’ Obasi 66’ (rig.) Larsson |

| Arbitro: | Kristoffer Karlsson |

|                     |           |          |
| Rodić 30’ Rodić 56’ | Marcatori | 68’ Mets |

| Arbitro: | Andreas Ekberg |

|                    |           |  |
| Larsson 20’ (rig.) | Marcatori |  |

| Arbitro: | Mohammed Al-Hakim |

|          |           |            |
| Levi 83’ | Marcatori | 75’ Goitom |

| Arbitro: | Glenn Nyberg |

|                         |           |  |
| Goitom 54’ Goitom 90+6’ | Marcatori |  |

| Arbitro: | Martin Strömbergsson |

|           |           |                                                             |
| Peter 84’ | Marcatori | 13’ Goitom 33’ Goitom 70’ Elyounoussi 79’ Goitom 80’ Goitom |

| Arbitro: | Bojan Pandžić |

|                                 |           |  |
| Christiansen 78’ Traustason 89’ | Marcatori |  |

| Arbitro: | Kaspar Sjöberg |

|                             |           |              |
| Sigþórsson 69’ Goitom 90+2’ | Marcatori | 76’ Blomberg |

### Svenska Cupen 2018-2019

#### Gruppo 1
| Arbitro: | Victor Wolf |

|                     |           |  |
| Sundgren 15’ (rig.) | Marcatori |  |

| Arbitro: | Granit Maqedonci |

|              |           |                 |
| Yarsuvat 25’ | Marcatori | 43’ Elyounoussi |

| Arbitro: | Kristoffer Karlsson |

|            |           |  |
| Goitom 85’ | Marcatori |  |

#### Fase finale
| Arbitro: | Kaspar Sjöberg |

|                                  |           |                                                      |
| Kapčević 42’ Kapčević 64’ (rig.) | Marcatori | 43’ Larsson 85’ (rig.) Sundgren 98’ Obasi 109’ Obasi |

| Arbitro: | Stefan Johannesson |

|                                                             |                      |                                                          |
| Dimitriadis 55’                                             | Marcatori            | 82’ (aut.) Larsson                                       |
| Larsson Elyounoussi Goitom Obasi Ylätupa Adu Linnér Rashidi | Tiri di rigore 5 – 6 | Hodžić Loeper Avdić León Bernal Kojic Camara Jarl Michel |

### Svenska Cupen 2019-2020
| Arbitro: | Richard Sundell |

|  |           | |
|  | Marcatori | 23’ Larsson 30’ Elyounoussi 39’ Elyounoussi 43’ (aut.) Stigenberg 60’ Elyounoussi 84’ (rig.) Hussein 89’ Strannegård |

### UEFA Champions League 2019-2020

#### Turni preliminari
| Arbitro: | Duje Strukan |

|                                   |           |           |
| Avetisyan 3’ (rig.) Avetisyan 45’ | Marcatori | 39’ Obasi |

| Arbitro: | Robert Hennessy |

|                                          |           |              |
| Goitom 47’ Goitom 52’ Larsson 62’ (rig.) | Marcatori | 77’ Kobjalko |

| Arbitro: | Sascha Stegemann |

|                           |           |            |
| Kronaveter 6’ Ivković 38’ | Marcatori | 28’ Goitom |

| Arbitro: | Adrien Jaccottet |

|                                         |           |                       |
| Karlsson 4’ Larsson 61’ Elyounoussi 93’ | Marcatori | 48’ Kotnik 117’ Crețu |

### UEFA Europa League 2019-2020

#### Turni preliminari
| Arbitro: | Kevin Clancy |

|                   |           |                                 |
| Kendyš 56’ (rig.) | Marcatori | 12’ (aut.) Lukić 14’ Sigþórsson |

| Arbitro: | Roi Reinshreiber |

|            |           |           |
| Bahoui 61’ | Marcatori | 86’ Boban |

#### Spareggi
| Arbitro: | Tamás Bognár |

|                         |           |  |
| Forrest 48’ Édouard 73’ | Marcatori |  |

| Arbitro: | Nikola Dabanović |

|                    |           |                                                   |
| Larsson 33’ (rig.) | Marcatori | 17’ Forrest 34’ Johnston 87’ Jullien 90+3’ Morgan |